# ライシーアム劇場 (ブロードウェイ)

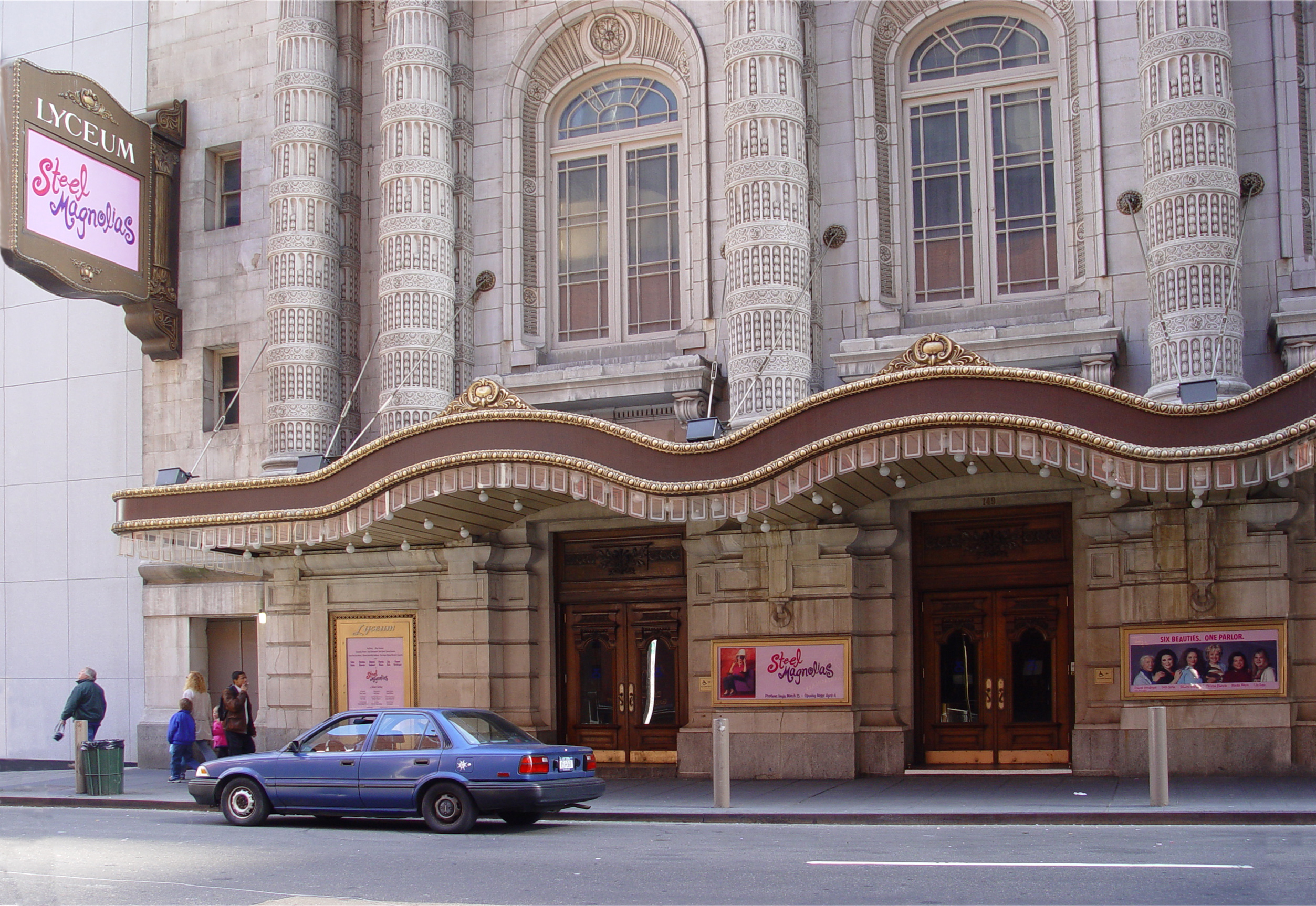
特徴的な正面入り口の庇。

ライシーアム劇場（ライシーアムげきじょう、英語: Lyceum Theatre、[laɪˈsiːəm] ly-SEE-əm）は、ブロードウェイ・シアターと称される劇場のひとつで、ニューヨーク市マンハッタン区のミッドタウンで、タイムズスクエアに近い7番街と6番街の間、西45丁目149番地に位置している。

## 概要
1903年に開場したライシーアム劇場は、ハドソン劇場、ニュー・アムステルダム劇場とともに、ブロードウェイに残る最も古い部類の3劇場のひとつである。ライシーアム劇場は、ニューヨークにおいて最も古い時期から継続して運営されている合法的な劇場であり、ブロードウェイの劇場として初めて、1974年に歴史的ランドマークとしての認定を受けた。ニューヨークの劇場で、開場当初からの名称のまま運営され続けている数少ない事例のひとつである。
建築事務所ハーツ・アンド・タラントがボザール様式で設計したライシーアム劇場は、インプレサリオ（興行主）ダニエル・フローマンが、以前に所有しており、1902年に閉場した4番街（後のパーク街）の旧ライシーアム劇場に代わるものとして建設した。この新しいライシーアム劇場は、1903年に開場し、こけら落としでは『The Proud Prince』が上演された。フローマンの弟チャールズ・フローマンは、死去する1915年まで、この劇場の支配人を務めた。
初期のライシーアム劇場で舞台に上がった有名な演者たちの中には、エセル・バリモア、ファニー・ブライス、ビリー・バーク、アイナ・クレア、ミリアム・ホプキンス、ウォルター・ヒューストン、ベイジル・ラスボーン、コーネリア・オーティス・スキナーらがいた。
ライシーアム劇場は、凝った造りの大理石の階段や、正面入口の波状の庇など、建設当初からのオリジナルのボザール様式の設計を残している。劇場部分は3層から成っているが、客席は922席（資料によっては943席）しかなく、席数から見ればブロードウェイの劇場の中でも小規模な部類の劇場のひとつである。舞台前の一等席の真上の位置には、アパートメントが置かれており、元々はフローマンが使用していたが、現在はシューバート・アーカイヴス (the Shubert Archives) の本部が置かれている。

## おもな公演
- 1903年：The Admirable Crichton
- 1910年：The Importance of Being Earnest（真面目が肝心）
- 1910年：The Assumption of Hannele
- 1912年：The Loves of Queen Elizabeth - サラ・ベルナール主演のサイレント映画のアメリカ合衆国封切り上映[4]。
- 1919年：The Gold Diggers (ゴールド・ディガース)
- 1935年：Three Men on a Horse
- 1936年：The Postman Always Rings Twice（郵便配達は二度ベルを鳴らす）
- 1946年：Born Yesterday
- 1950年：The Country Girl
- 1952年：Time Out For Ginger
- 1955年：A Hatful of Rain（夜を逃れて）
- 1957年：Look Back in Anger
- 1960年：A Taste of Honey
- 1965年：Entertaining Mr Sloane
- 1972年：Liza with a Z
- 1973年：Out Cry
- 1975年：The Lieutenant
- 1976年：en:Something's Afoot
- 1980年：en:Morning's at Seven
- 1982年：en:"Master Harold"...and the Boys
- 1985年：As Is
- 1987年：Safe Sex[5]
- 1995年：Gentlemen Prefer Blondes
- 1997年：The Sunshine Boys
- 1999年：Night Must Fall
- 2003年：I Am My Own Wife
- 2005年：Steel Magnolias（マグノリアの花たち）
- 2006年：The Lieutenant of Inishmore（ウィー・トーマス）
- 2007年：Inherit the Wind; Is He Dead?
- 2008年：Macbeth（マクベス）; [title of show]
- 2009年：reasons to be pretty; In the Next Room (or The Vibrator Play)
- 2010年：Looped; The Scottsboro Boys
- 2011年：Ghetto Klown
- 2012年：Venus in Fur
- 2013年：The Nance; A Night with Janis Joplin
- 2014年：The Realistic Joneses; Disgraced
- 2015年：The Visit; A View from the Bridge
- 2016年：Fully Committed; Oh, Hello
- 2017年：The Play That Goes Wrong (ザ・プレイ・ザット・ゴーズ・ロング)